# 世界の秘密 (Vaundyの曲)
「世界の秘密」（せかいのひみつ）は、2020年12月27日にSDRおよびVaundy Artwork Studioより配信された、日本のシンガーソングライター・Vaundyの楽曲。

## 概要
『strobo』発売以来初のリリース。配信限定シングルとしては「Bye by me」以来8ヶ月ぶりとなる。
2021年4月28日、大学生SNS「Dtto」のアプリ公開記念動画のテーマソングに楽曲が使用されることが発表された。
2021年7月1日、WOWOWオリジナルドラマ「ショートショート劇場『こころのフフフ』」のオープニング主題歌に楽曲が使用された。
2021年10月21日より放送されるマルハニチロの横浜あんかけラーメンの新テレビCM「こだわりが、見えてきた」編CMソングに使用された。

## ミュージックビデオ
配信リリース日の12月27日に公開された。監督は林響太朗。公開から4ヶ月で再生回数は500万回を突破していた。

## チャート成績
Billboard JAPANが発表する総合音楽チャート「Billboard Japan Hot 100」には、2021年1月13日公開チャートで61位に初登場した。ストリーミングチャート「Billboard Japan Streaming Songs」には2021年1月6日公開チャートに86位に初登場、3月24日・31日公開チャートで最高位である51位をマークした。ダウンロードチャート「Billboard Japan Download Songs」には2021年1月6日に初登場し、翌週チャートで最高位の67位をマークした。
2022年5月11日公開のBillboard JAPANのチャートで、楽曲のストリーミング累計再生回数が1億回を突破した。「不可幸力」「napori」「怪獣の花唄」「東京フラッシュ」に続く5曲目の1億回再生突破である。

## 収録曲
| #  | タイトル       | 作詞・作曲 | 編曲   | 時間 |
| -- | -------------- | ---------- | ------ | ---- |
| 1. | 「世界の秘密」 | Vaundy     | Vaundy | 3:40 |

## 収録アルバム
『replica』
Disc 2  #2 「世界の秘密」

## タイアップ
- 大学生SNS「Dtto」ウェブCMソング[4]
- WOWOWオリジナルドラマ「ショートショート劇場『こころのフフフ』」主題歌[5]
- マルハニチロ 新中華街シリーズ「こだわりが、見えてきた」編 CMソング[6]